# Teorema de Darboux

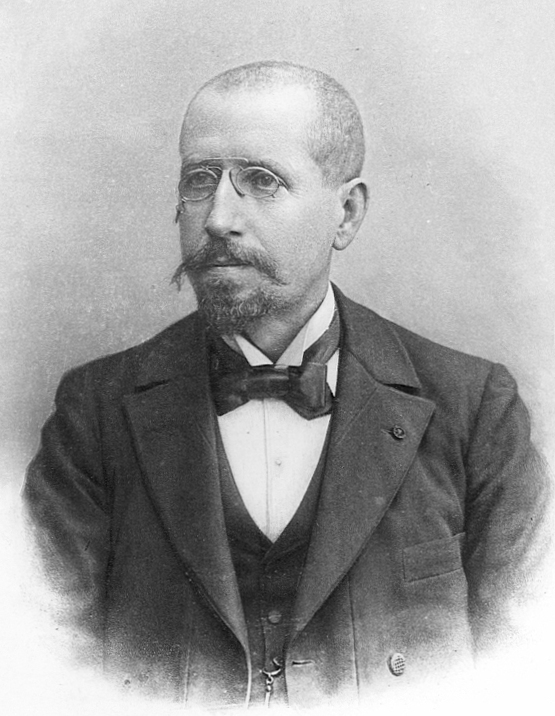
Retrato de Jean-Gaston Darboux.

El teorema de Darboux es un teorema  en el campo matemático de la geometría diferencial, y más específicamente de las formas diferenciales, generalizando parcialmente el teorema de la integración de Frobenius. Es un resultado fundamental en varios campos, el principal el de la geometría simpléctica. El teorema se nombra en reconocimiento del matemático francés Jean Gaston Darboux que lo estableció en 1882 como la solución del problema de Pfaff y que también probó un resultado análogo en geometría de contacto.
El teorema afirma que todas las variedades simplécticas son localmente simplectomórficas. Eso significa, que para toda variedad de ese tipo de dimensión 2n existe un homeomorfismo con el espacio lineal simpléctico {\displaystyle (\mathbb {R} ^{2n},\omega _{0})} dotado de la forma simpléctica canónica ω0. Equivalentemente el teorema implica que en un entorno de cualquier punto puede definirse un conjunto de coordenadas canónicas.

## Enunciado del teorema
El enunciado preciso del problema es el siguiente:
Sea {\displaystyle ({\mathcal {M}},\omega )} una variedad simpléctica de dimensión 2n, donde con {\displaystyle \omega \,} es la 2-forma simpléctica. Entonces para cada punto {\displaystyle P\in {\mathcal {M}}} existe una carta local {\displaystyle (U_{P},\{p_{i},q_{i}\}_{i=1...n})\,} que contiene a P tal que ω tiene la forma:

{\displaystyle \omega =\sum _{i=1}^{n}dp_{i}\wedge dq_{i}}

Enunciado más formalmente
Para cada punto de una variedad simpléctica existe una carta local {\displaystyle \phi :U_{P}\to \mathbb {R} ^{2n}} tal que si {\displaystyle \omega \,} es el pullback de la forma simpléctica canónica {\displaystyle \omega _{0}\,} de {\displaystyle \mathbb {R} ^{2n}} entonces:

{\displaystyle \omega =\phi ^{*}\omega _{0}\,}

La carta local  UP se llama carta local de Darboux alrededor de P. La variedad simpléctica {\displaystyle ({\mathcal {M}},\omega )} puede ser recubierta mediante un recubrimiento formado por cartas de Darboux. El conjunto de coordenadas de Darboux se llaman usualmente en mecánica hamiltoniana, coordenadas canónicas.

## Comparación con la geometría riemanniana
Este resultado implica que no existen invariantes locales en geometría simpléctica. Siempre se puede escoger un sistema de coordenadas canónicas o coordenadas de Darboux, sea cual sea el punto, es decir, todos los puntos presentan cierta equivalencia. Esto contrasta con la situación en geometría riemanniana donde por ejemplo la curvatura es un invariante local que permite distinguir unos puntos de otros. En una variedad riemanniana pueden escogerse siempre coordenadas que hagan que en un punto concreto la métrica sea idéntica a la euclídea, pero en general esto no es posible en todo un entorno del punto. En cambio en una variedad simpléctica las coordenadas que hacen de la forma simpléctica la canónica pueden extenderse a todo un entorno del punto.